# Tadeusz Kościuszko
Tadeuš Košćuško (poljski. Tadeusz Kościuszko) (Mereszowszczyzna, Bjelorusija 4. veljače 1746. – Soluthurn, Švicarska 15. listopada 1817.) – poljsko-litavski vojskovođa i borac za slobodu. Košćuško je sudjelovao u Američkom ratu za neovisnost kao general-bojnik i pobočnik Georgea Washingtona. Imenovan je za glavnog inženjera kontinentalne vojske. Borio se i za neovisnost Poljske i podigao ustanak. Narodni je heroj Poljske, SAD-a, Litve i Bjelorusije.

## Životopis

### Rani život
Košćuško je rođen u poljskoj plemićkoj obitelji (šljahta). Školovao se na poljskoj kadetskoj školi od 1756. godine i dobio titulu kapetana. Pojavom građanskog rata, emigrira u Pariz, gdje je dobio stipendiju. Kao strancu zabranjeno mu je školovati se na Vojnoj akademiji pa studira na Umjetničkoj akademiji te samostalno proučava knjige iz biblioteka Vojne akademije. U ratu 1772. godine kada su Rusija, Pruska i Austrija dijelile Poljsku, nije mogao sudjelovati, zbog smanjenja broja vojnika. Zaljubio se, ali se zbog teške financijske situacije nije mogao oženiti pa emigrira u Dresden i Pariz.

### Djelovanje u SAD-u
Godine 1776., stigao je u Ameriku, dva mjeseca nakon što je SAD proglasio neovisnost. Sudjelovao je u gradnji vojnih utvrda, uključujući i gradnju čuvene tvrđave West Point na rijeci Hudson, za koju je napravio nacrt. Imenovan je za glavnog inženjera kontinentalne vojske, a kasnije sudjeluje u brojnim drugim projektima na jugu SAD-a. Američki Kongres proglasio ga je brigadnim generalom 1783. godine. Dobio je američko državljanstvo i brojne novčane nagrade koje je koristio za otkup robova i njihovo obrazovanje. Bio je suradnik i prijatelj predsjednika Thomasa Jeffersona.

### Povratak u Poljsku
Godine 1784. vratio se u Poljsku. Poljski parlament Sejm je od 1788. do 1792. započeo s nužnim reformama. Košćuško je to vidio kao priliku, da se vrati u vojnu službu i da služi svojoj zemlji. Prijavio se u vojsku i 1789. godine je primljen s činom general-bojnika. Dobio je i veliku zaradu, pa su prestali njegovi financijski problemi. Tijekom poljsko-ruskog rata 1792. godine, Košćuško je bio uspješan zapovjednik, ali su Poljaci u konačnici izgubili rat. Košćuško je pobijedio u bitci kod Zielence 18. lipnja. U bitkama 17. i 18. srpnja, Košćuško je odbio višestruko brojčano nadmoćnijeg neprijatelja i postao je poznat kao najbriljantniji poljski zapovjednik toga vremena. Poljski kralj je 1. kolovoza unaprijedio Košćuška u general-pukovnika. Međutim ubrzo se kralj pridružio konfederaciji iz Targovica i predao se Rusima. Košćuško je otišao u egzil u Dresden pa Leipzig. 

### Košćuškov ustanak
Košćuško je 24. ožujka 1794. godine digao ustanak Poljaka protiv Rusa. Zahtijevao je, da svaka peta kuća dada bar jednog vojnika. Rusi su odmah krenuli ugušiti ustanak, ali Košćuškove snage su pobijedile ruski korpus u bici na Raclavicama 4. travnja. Pobunjenici su uspjeli u travnju istjerati rusku vojsku iz Varšave i Vilniusa, a ubrzo i iz drugih gradova. U svibnju je Košćuško proglasio ukidanje kmetstva i uvođenje građanskih zakona za seljake. Zbog otpora šljahte ti zakoni nikad nisu sprovedeni. Ubrzo se i pruska vojska okrenula protiv Poljske, pa su pobunjenici u lipnju bili poraženi. Povukli su se prema Varšavi, koju su utvrdili. U lipnju su Prusi zauzeli Krakov. Združene snage ruske i pruske vojske bezuspješno su u srpnju opsjedale Varšavu.
Poljski ustanak u Velikoj Poljskoj pod komandom Jana Dombrovskog je bio uspješan, pa se pruska vojska povukla iz okoline Varšave i središnje Poljske. Rusi su dobili pojačanja. Stigao je novi korpus pod komandom Aleksandra Suvorova, koji je porazio pobunjenike 10. listopada. Košćuško je bio ranjen i zarobljen. Rusi su ga poslali u Sankt Peterburg u Petropavlovsku tvrđavu. Varšava je zauzeta 5. studenog i ustanak je tako bio slomljen.

### Kasniji život
Rusi su držali Košćuška u zarobljeništvu do 1796. godine. Nakon puštanja, nakratko je posjetio SAD te se vratio 1797. godine u Pariz, gdje je upoznao Napoleona Bonapartea i odbio njegov prijedlog ponovne uspostave Poljske pod nadzorom Francuske. Smjestio se u Švicarskoj, gdje je živio do svoje smrti 1817. godine, nakon pada s konja. Već sljedeće 1818. godine njegovi posmrtni ostaci preneseni su u Poljsku i pokopani u poljskom kraljevskom dvorac Wawel u Krakovu.

## Spomen na Košćuška
Spominje se u poljskoj nacionalnoj himni "Mazurek Dąbrowskiego". U njegov spomen, Poljaci su od 1820. do 1823. godine podigli veliki nasip (Kopiec Kosciuszki) u Krakovu. Poljski istraživač Paweł Edmund Strzelecki najveći planinski vrh Australije nazvao je Mount Kosciuszko. Po njemu je nazvana ulica u gotovo svakom poljskom gradu i u nekim većim europskim gradovima (Sankt Peterburg, Beograd, Vilnius, Budimpešta). Njegovo ime nose mnoga mjesta u SAD-u. Podignuti su mu spomenici u Francuskoj, Švicarskoj i Bjelorusiji.